# 矮生嵩草
矮生嵩草（学名：Carex alatauensis）是一种莎草科薹草属的植物。这种植物分布于中国的河北、甘肃、青海、四川、新疆、西藏；原苏联地区也有。